# Mathew Baynton
Mathew John Baynton (Southend-on-Sea, 18 novembre 1980) è un attore, sceneggiatore e musicista britannico.
Accanto a notevoli ruoli ricorrenti in serie come Gavin & Stacey, Spy, Peep Show e You, Me, and the Apocalypse, è noto per essere membro della troupe Them There, con cui ha sceneggiato e recitato in Horrible Histories, Yonderland, Bill e Ghosts. Fu anche co-ideatore e attore nella serie The Wrong Mans.

## Biografia
Baynton si laureò con onore al Rose Bruford College e poi si allenò in spettacoli da clown, all'École Philippe Gaulier a Parigi. In un'intervista al Metro, Baynton ha dichiarato: "La volontà di esibirmi deriva dalla mia abilità di far ridere in famiglia, tanto che son sempre stato attratto dal lato divertente delle cose. La comicità è davvero gratificante. Quando sei divertente sul palco lo capisci perché senti le risate della gente. È più astratto quando si tratta di puro dramma, perché non c'è una reazione evidente da parte del pubblico."
Nel 2013 Baynton partecipò all'Edinburgh Fringe, recitando all'anteprima mondiale dello spettacolo teatrale Holes di Tom Basden.
Collaborò con l'amico e collega James Corden, con cui aveva già lavorato in Gavin & Stacey, per sceneggiare e recitare nella serie The Wrong Mans, una commedia thriller che ha debuttato nell'autunno del 2013, trasmessa da BBC Two. La serie è co-prodotta negli Stati Uniti col servizio online Hulu.com. La prima stagione di sei episodi si è rivelata un successo; la seconda stagione uscì nel 2014.

### Them There
Baynton è noto per la sua partecipazione nella serie televisiva per bambini Horrible Histories, dove comparve dal 2009 al 2013 come attore, sceneggiatore e cantante. Nel 2012, Baynton fu candidato al Children's BAFTA come miglior attore per la quarta stagione della serie.

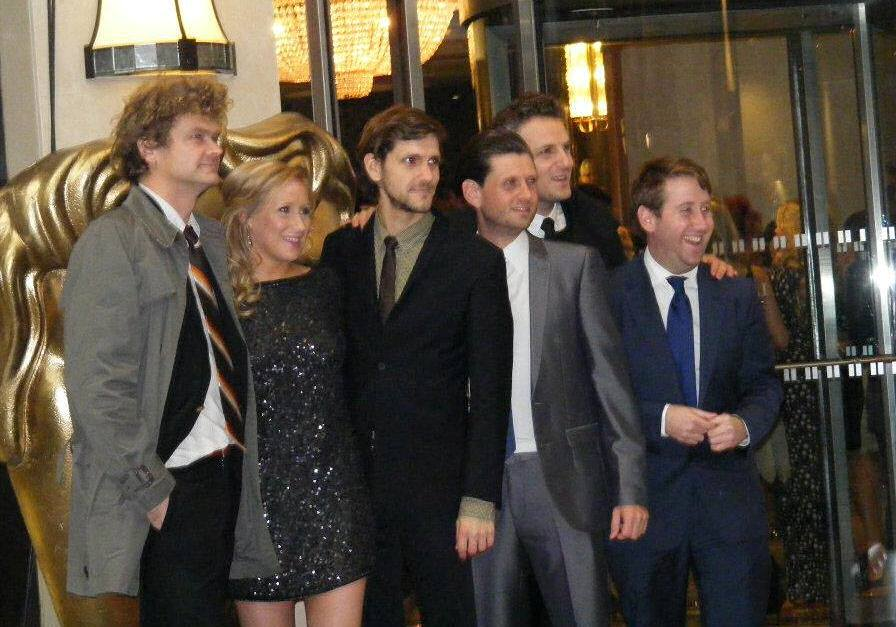
Da sinistra a destra: Simon Farnaby, Martha Howe-Douglas, Mathew Baynton, Laurence Rickard, Ben Willbond e Jim Howick ai Children's BAFTA, 2011.

Assieme agli altri cinque interpreti di Horrible Histories, con cui forma la troupe Them There, Baynton fu anche il co-ideatore, sceneggiatore e attore principale nella serie Yonderland, una commedia fantasy di otto episodi trasmessa da Sky1 dal 2013 al 2016.. 
Nel 2015, la troupe recitò nel film commedia Bill, ispirato alla gioventù di William Shakespeare. 
Sempre assieme a loro, ideò e recitò nella serie tv a sfondo storico Ghosts, trasmessa dalla BBC dal 2019 al 2023.
Nel 2023, con gli altri creatori della serie, Baynton scrisse il libro accompagnatore della serie Ghosts: The Button House Archives.
Baynton fece anche un cameo nel remake americano della serie nel 2022.

### Musica
In parallelo alla sua carriera da attore, fa parte della band Special Benny in qualità di cantante, chitarrista e bassista. Il loro album di debutto Toys è stato pubblicato nel 2010. Baynton si è anche esibito come solista con il nome di Dog Ears. Il suo EP, So It Goes, è stato pubblicato nel novembre del 2011, ed è composto da quattro canzoni scritte da lui: The Howling, Like Rain, Onwards Onwards e Mrs Winchester.

## Vita privata
Baynton e la sua compagna Kelly Robinson hanno due figli: Bo, nato nel 2011 e Ida, nata nel 2016.

## Filmografia

### Attore

#### Cinema
- 1234, regia di Giles Borg (2008)
- Telstar: The Joe Meek Story, regia di Nick Moran (2008) – Ritchie Blackmore
- City Rats, regia di Steve Kelly (2009)
- Tooty's Wedding, regia di Fred Casella – cortometraggio (2010)
- Hereafter, regia di Clint Eastwood (2010)
- You Instead, regia di David Mackenzie (2011)
- The Falling, regia di Carol Morley (2014)
- The Bubonic Play, regia di Cal McCrystal (2015)
- Across the Sea, regia di Kelly Robinson (2015)
- Bill, regia di Richard Bracewell (2015) – Vari, tra cui William Shakespeare
- Wonka, regia di Paul King (2023)

#### Televisione
- Learners, regia di Francesca Joseph – film TV (2007)
- Roman's Empire – serie TV, episodio 1x4 (2008)
- Ashes to Ashes – serie TV, episodio 1x8 (2008)
- Gavin and Stacey – serie TV, episodi 2x4-2x6-3x3 (2008-2009)
- Doc Martin – serie TV, episodio 4x7 (2009)
- Horne & Corden – serie TV, 6 episodi (2009)
- New Town, regia di Annie Griffin – film TV (2009)
- Brave Young Men, regia di Sam Leifer – film TV (2009)
- The Armstrong and Miller Show – serie TV, episodi 2x5-3x3 (2009-2010)
- Horrible Histories – serie TV, 65 episodi (2009-2013) – Vari, tra cui Carlo II e Dick Turpin
- Peep Show – serie TV, 4 episodi (2010-2012)
- Spy – serie TV, 16 episodi (2011-2012)
- BBC Proms – serie TV, episodio 1x23 (2011)
- Horrible Histories with Stephen Fry – serie TV, episodio 1x1 (2011)
- The Wrong Mans – serie TV, 10 episodi (2013-2014)
- Yonderland – serie TV, 25 episodi (2013-2016)
- Psychobitches – serie TV, episodi 1x2-2x6 (2013-2014) – vari, tra cui Gesù
- Blandings – serie TV, episodio 2x1 (2014)
- Bob the Builder – serie TV, episodi 1x19-1x28 (2015) – voce
- You, Me and the Apocalypse – serie TV, 10 episodi (2015)
- Year Friends – serie TV, episodio 1x12 (2016)
- Drunk History: UK – serie TV, 4 episodi (2016-2017) – Robin Hood, Lord Byron, Antonio Meucci e John Tunstall
- Inside No. 9 – serie TV, episodio 3x5 (2017)
- Quacks – serie TV, 6 episodi (2017)
- Bob aggiustatutto (Bob the Builder) – serie TV, episodi 20x23-20x30-20x36 (2017)  – voce
- Thunderbirds Are Go – serie TV, episodio 2x23 (2017) – voce
- The Split – serie TV, 5 episodi (2018-2020)
- Vanity Fair - La fiera delle vanità (Vanity Fair) – miniserie TV, 4 puntate (2018)
- Urban Myths – serie TV, episodio 3x5 (2019)
- Ghosts – serie TV, 34 episodi (2019-2023)
- Hitmen – serie TV, episodio 2x3 (2021)
- Delitti in Paradiso - Feste con delitto (Death in Paradise: Christmas Special), regia di Ben Kellett – film TV (2021)
- Ghosts (CBS) – serie TV, episodio 2x7 (2022)
- Come uccidono le brave ragazze (A Good Girl's Guide to Murder) – serie TV (2024)

### Sceneggiatore
- Horrible Histories – serie TV, episodio 2x4 (2010)
- Horrible Histories with Stephen Fry – serie TV, episodio 1x1 (2011)
- The Wrong Mans – serie TV, 10 episodi (2013-2014)
- Yonderland – serie TV, 25 episodi (2013-2016)
- The Bubonic Play, regia di Cal McCrystal (2015)
- Quacks – serie TV, episodio 1x3 (2017)
- The Wrong Mans (film), regia di Jim Field Smith – film TV (2018)
- Ghosts – serie TV, 23 episodi (2019-2022)

## Doppiatori italiani
Nelle versioni in italiano nelle opere in cui ha recitato, Mathew Baynton è stato doppiato da:
- Emiliano Coltorti in Vanity Fair - La fiera delle vanità
- Gabriele Sabatini in Wonka
- Riccardo Scarafoni in Come uccidono le brave ragazze